# Jonathan Johansson
Jonathan Johansson (født 29. august 1980 i Malmø) er en svensk sanger.
Jonathan Johansson har haft status som ’rising star’ på den svenske popscene, siden albummet ”En hand i himlen” landede i februar 2009. På det tidspunkt var titelnummeret allerede et stort radiohit i Sverige og nu er det blevet tid til at lufte den aktuelle single ”Aldrig ensam” som P3's Uundgåelige.
”Aldrig ensam” og de ni andre numre på albummet er blevet til i samarbejde med produceren og multi-instrumentalisten Johan Eckeborn, som også hjalp Jonathan Johansson med debutpladen ”OK, ge mig timmarna” fra 2005. Musikken er opdateret electropop med referencer til de tidlige 80'ere og den britiske New Romanticsscene med bands som Japan, Spandau Ballet og New Order.
De første indspilninger foregik med fuldt band, bas, guitar og trommer i et dyrt studie i Stockholm, men det fungerede ikke rigtigt. Så Jonathan tog sine sange og sit DX7-keyboard med til Johan Eckeborns kælderstudie i Uppsala, skrottede alle de gamle optagelser og startede forfra. Halvandet år senere lå ”En hand i himlen” klar.
Svensk P3 var hurtig til at playliste Jonathan Johanssons nye udspil og kvitterede med en nominering som Årets Kunstner ved P3 Guld 2010, mens Grammis-komitéen havde den 29-årige popcrooner med i kategorien Årets Nye Navn. Priserne, der blev uddelt i januar, endte imidlertid hos hhv. Lars Winnerbäck og Erik Hassle.
Opmærksomheden omkring Jonathan Johansson fik endnu et boost, da han i oktober 2009 blev spottet af det amerikanske indiesite Pitchfork og fik rosende ord med på vejen, trods dét, at han skriver og synger på svensk.